# G Virginis
g Virginis (g Vir / g Virginis) è una Stella gigante arancione nella costellazione della Vergine, di magnitudine apparente pari a circa 5,57.
È distante circa 371 anni luce dalla Terra.

## Metallicità e parametri orbitali
L'abbondanza di ferro di g Virginis è circa pari a -0,1 (79,4% rispetto al Sole).
Si muove inoltre nella nostra Galassia alla velocità relativa rispetto al Sole di 37,7 km/s.
La proiezione della sua orbita attraverso la galassia la porta a percorrere una distanza fra 15500 e 24500 anni luce dal centro della Galassia.

## Occultazioni
Per la sua posizione prossima all'eclittica, è talvolta soggetta ad occultazioni da parte della Luna e, più raramente, dei pianeti, generalmente quelli interni.
La ultima occultazione lunare si è verificata il 14 aprile 2014.